# Moderbach
Der Moderbach (auch Mutterbach genannt) ist ein Bach in Frankreich, der im Département Moselle in der Region Grand Est verläuft.

## Geographie

### Verlauf
Der Moderbach entspringt im Gemeindegebiet von Farschviller, entwässert generell in südöstlicher Richtung durch ein seenreiches Gebiet und mündet nach 22 Kilometern im Gemeindegebiet von Sarralbe als linker Nebenfluss in die Albe.

### Zuflüsse
(Reihenfolge in Fließrichtung)
- Ruisseau de Nachtweide (rechts), 4,4 km
- Ruisseau de Hoste (rechts), 7,1 km
- Ruisseau de Cappel (rechts)
- Ruisseau de Rurbrecher (rechts), 7,5 km
- Ruisseau de l’Étang du Welschhof (links)
- Ruisseau de Rohrwiese (rechts)
- Ruisseau de Notterbach (links), 3,4 km
- Ruisseau de l’Étang de Hirbach (rechts)

### Orte am Fluss
(Reihenfolge in Fließrichtung)
- Farschviller
- Loupershouse
- Puttelange-aux-Lacs
- Rémering-lès-Puttelange
- Richeling
- Holving